# 茹皮
茹皮是巴西伯南布哥州的一个市镇。总面积151.22平方公里，总人口13234人，人口密度87.5人/平方公里。